# تاراس استپاننکو
تاراس استپاننکو (اوکراینی: Тарас Миколайович Степаненко؛ زادهٔ ۸ اوت ۱۹۸۹) یک بازیکن فوتبال اهل اوکراین است.
از باشگاه‌هایی که در آن بازی کرده‌است می‌توان به شاختار دونتسک و تیم ملی فوتبال اوکراین اشاره کرد.